# Bal na wodzie
Bal na wodzie (serb. Bal na vodi, ang. Hey Babu Riba, Dancing in Water) – jugosłowiański film z 1986 roku, którego reżyserem i autorem scenariusza jest Jovan Aćin.
Film oparty jest częściowo na doświadczeniach reżysera i wspomnieniach Petara Jankovicia i George Zečevicia. Akcja dzieje się w Belgradzie w 1953 roku. Film opowiada historię piątki młodych bohaterów, z których jedna oparta była na historii Radomira Pericia (Perice), aresztowanego za tatuaż Myszki Miki na ramieniu (według Simonida Pericia-Uth).
Piosenka przewodnia filmu pochodzi z musicalu Ślicznotki w kąpieli (Bathing beauty) z Esther Williams.

## Obsada
- Gala Videnović – Mirjana „Ester” Živković
- Relja Bašić – Glenn
- Nebojša Bakočević – młody Glenn
- Marko Todorović – Saša
- Dragan Bjelogrlić – młody Saša
- Miloš Zutić – Kica
- Srđan Todorović – młody Kica
- Đorđe Nenadović (George Heston) – Pop Popović
- Goran Radaković – młody Pop
- Milan Štrljić – młody Ristić
- Dragomir „Gidra” Bojanić (Anthony Gidra) – „Joe” Ristić
- Ljubiša Samardžić – ojciec Glenn
- Ružica Sokić – matka Kica
- Špela Rozin
- Danica Maksimović – Rada Švercerka